# Orešje nad Sevnico
Orešje nad Sevnico je naselje v Občini Sevnica.